# Estación General Campos
General Campos es una estación de ferrocarril ubicada en la ciudad de General Campos en San Salvador, Provincia de Entre Ríos, República Argentina

## Servicios
Pertenece al Ferrocarril General Urquiza, en el ramal que une las estaciones de Federico Lacroze, en la Ciudad Autónoma de Buenos Aires y Posadas, en la Provincia de Misiones.
No presta servicios de pasajeros. Por sus vías corren trenes de carga de la empresa estatal Trenes Argentinos Cargas.

## Ubicación
Se encuentra ubicada entre las estaciones San Salvador y Yeruá.